# Østdansk
Østdansk er en gruppe af danske dialekter, som tales eller taltes i Skåne, på Bornholm, hovedparten af Halland og i Blekinge, samt i Hallaryd og Markaryd sogne i det sydligste Småland.
På grund af den svenske erobring af Skånelandene 1645-58 er de skånske og sydhallandske dialekter stærkt påvirket af svensk og er blevet et substrat, hvilket vil sige, at de har påvirket den måde, man i Skåne, Vestblekinge og Syd- og Mellemhalland taler svensk. Mange forskere regner dog fortsat skånsk, blekingsk og hallandsk som en del af den østdanske dialektgruppe . Den svenske Nationalencyklopedin fra 1995 klassificerer skånsk tilsvarende som østdansk dialekt med sydsvensk indslag.
Der kan skelnes mellem f.eks. skånsk som oprindelig dialekt og skånsk som betegnelse for en regional variant af rigssvensk med skånsk/østdansk udtale.

## Østdanske dialekter
- Bornholmsk
- Skånsk
  - Sydvestskånsk (havde sjællandske træk)
  - Nordøstskånsk
  - Listermålet (en skånsk dialekt i Blekinge vest for Mørrumsåen)
- Syd- og Mellemhallandsk
- Blekingsk (har også svenske træk)